# Kamilla Rytter Juhl
Kamilla Rytter Juhl (født 23. november 1983 i Skagen) er en dansk badmintonspiller, der har specialiseret sig i double. Blandt hendes bedste resultater er VM i badminton 2009 i mixeddouble sammen med Thomas Laybourn og All England-sejren i damedouble sammen med Christinna Pedersen i 2018.

## Karriere
Rytter Juhl vandt i 2006 og i 2010 sammen med Thomas Laybourn europamesterskabet i mixeddouble. I 2008 vandt hun europamesterskabet i damedouble sammen med Lena Frier, og sammen med Christinna Pedersen har hun vundet EM fire gange (2012, 2014, 2016 og 2017).
Hun har deltaget ved de olympiske lege i 2008, 2012 og 2016. I sidstnævnte turnering nåede hun sammen med Christinna Pedersen finalen i damedouble, hvor parret efter nederlag vandt sølvmedalje.
I 2012 vandt Kamilla Rytter Juhl og Christinna Pedersen Malaysia Open. De blev dermed de første danskere til at vinde en Superseries-turnering i damedouble. Som par har de vundet i alt fem Superseries-turneringer, heriblandt Masters Finals i 2013. Ti gange har de nået finalen i en Superseries-turnering uden at vinde. Desuden vandt de sølv ved VM i 2015.
Hun stoppede sin karriere i juli 2018, på grund af graviditet.

## Privat
Hun er kæreste med Christinna Pedersen, og de er bosat i Aalborg. Sammen fik de datteren Molly i januar 2019. Parret blev gift i august 2020.